# 니셸 니컬스
니셸 니컬스(영어: Nichelle Nichols, 1932년 12월 28일~2022년 7월 30일)는 미국의 배우이다.

## 출연 작품
- 붉은 백난초(2018)
- 투 비 타케이(2014)
- 트렉 네이션(2010)
- 트루 러브드(2008)
- 히어로즈(2006)
- 아직 멀었어요?(2005)
- 서즈 오브 파워(2004)
- 스노우 독스(2002)
- 퓨쳐라마(1999)
- 트레키즈(1997)
- 역사의 마지막 천사(1995)
- 스타 트랙 6 - 미지의 세계(1991)
- 스타 트랙 5 - 최후의 결전(1989)
- 슈퍼네츄럴스(1986)
- 스타 트랙 4 - 귀환의 항로(1986)
- 스타 트랙 3 - 스포크를 찾아서(1984)
- 스타 트랙 2 - 칸의 분노(1982)
- 스타 트랙(1979)
- 스타 트렉(1973)
- 스타 트렉 : 디 오리지널 시리즈 시즌1(1966)